# Juan Antonio Larrañaga
Pour les articles homonymes, voir Larranaga.
Juan Antonio Larrañaga Gurruchaga ou encore Ion Andoni Larrañaga Gurruchaga, né le 3 juillet 1958 à Azpeitia dans le Pays basque, est un joueur de football espagnol.

## Biographie

### Carrière de club
Formé par le Real Sociedad, Larrañaga commence sa carrière de milieu dans le club local du CD Lagun Onak, avant de rejoindre la Sociedad en 1977. En janvier 1980, il fait ses débuts professionnels en Copa del Rey contre l'équipe de Navarre de Peña Sport FC.
Il joue ses débuts dans La Liga en 1980–81 où le Real gagne le premier de ses deux titres consécutifs, et où Larrañaga joue pendant la victoire décisive contre le Sporting de Gijón lors de la dernière journée, puis joue dans tous les matchs de la saison suivante. Durant la période 1986–92, il ne manque que deux matchs consécutifs en championnats.
Larrañaga prend sa retraite à 36 ans, à la fin de la saison 1993–94, après avoir joué 460 matchs (il est le seul joueur à avoir remporté les deux titres du club qui a évolué dans ses deux stades : Atotxa et Anoeta).

### Carrière internationale
Larrañaga ne joue qu'un match pour l'équipe d'Espagne le 24 février 1988, lors d'une défaite amicale 1–2 contre la Tchécoslovaquie à Malaga. Il joue également quatre matchs en équipe des moins de 21 ans et deux matchs avec les moins de 23 ans.

### Après-carrière
Après sa retraite, Larrañaga entraîne quelques match de divisions mineures (pendant six ans). Il est également commentateur pour l'ETB 1 jusqu'à la saison 2005–06.

## Palmarès
- Championnat d'Espagne : 1980–81, 1981–82
- Coupe d'Espagne : 1986–87
- Supercoupe d'Espagne : 1982
- Joueur ayant disputé le plus grand nombre de matchs consécutifs en Liga (202)